# 天門 (作曲家)
天門（てんもん、1971年10月4日 - ）は、東京都出身、日本の作曲家、編曲家である。主にコンピュータゲームやアニメーションの音楽を手掛けている。
活動名の由来は、北西の方角を意味する「天門」から来ている。本名：白川 篤史（しらかわ あつし）。
日本ファルコム在籍(1990-2002年)、minori在籍(2002-2019年)を経て、コミックス・ウェーブ・フィルムに所属した(2019-2023年)。現在は、サークル「電奏楽団」を主宰して、個人で活動している。
2024年4月に、ファンの手による、四か国語対応の新しい「電奏楽団」公式サイトが公開された。

## 来歴・人物
1990年にゲーム会社の日本ファルコムへ入社。『ブランディッシュ』シリーズや『英雄伝説 ガガーブトリロジー』など数多くの作品を手がける。その後、同社へ入社した新海誠が制作した『英雄伝説V 海の檻歌』のオープニングムービーの音楽を手掛けたことがきっかけとなり、1999年、日本ファルコムに在籍する傍ら、新海の自主制作アニメ『彼女と彼女の猫』の音楽を担当。
2002年、日本ファルコムを退社後は、ゲーム会社のminoriの在籍を経て、2019年からコミックス・ウェーブ・フィルムに所属し、2023年5月からフリーとなった。『ほしのこえ』、『雲のむこう、約束の場所』、『秒速5センチメートル』、『星を追う子ども』等の新海誠作品の音楽を手がけた。
高校時代の後輩に漫画家の松江名俊がおり、在学中から親交がある。現在も松江名がプライベートで制作しているムービーに音楽を提供している。

## 作品

### 映像作品

#### 短編アニメーション
- 囲まれた世界（1998年 新海誠）[8]

- 彼女と彼女の猫（1999年 新海誠）[9]

#### 劇場アニメーション
- ほしのこえ（2001年 Makoto Shinkai / CoMiX Wave）[10]
- 雲のむこう、約束の場所（2004年 Makoto Shinkai / CoMiX Wave Films）[11]
- 秒速5センチメートル（2007年 Makoto Shinkai / CoMiX Wave Films）[12]
- 星を追う子ども（2011年 Makoto Shinkai / CMMMY）[13]

#### テレビアニメ
- Wind -a breath of heart-（2004年 OP曲 『Feel on the wind.』）
- ef - a tale of memories.（2007年 minori/「ef」製作委員会）
- 猫の集会（2007年 / アニ*クリ15）
- ef - a tale of melodies.（2008年 minori/「ef2」製作委員会）
- 神のみぞ知るセカイ（2010年 第4話に参加 『たった一度の奇跡』『初めての色』）
- 技の旅人 （2011年 / 松江名俊による自主制作アニメ）
- 徒然チルドレン（2017年）[14]
- 時光代理人 -LINK CLICK- （2022年 日本版放送開始）[15]
- 時光代理人 -LINK CLICK-II (2024年 日本版放送開始) [16]

#### テレビCM
- 「スリランカ高速道路」篇 | 大成建設株式会社[17]

### ゲーム

#### 日本ファルコム時代
- ブランディッシュシリーズ
  - ブランディッシュ（1991年）
  - ブランディッシュ2（1993年）
  - ブランディッシュ3（1994年）
  - ブランディッシュVT（1996年）
  - ブランディッシュ4（1998年）
- ロードモナークシリーズ
  - アドバンスドロードモナーク（1991年）
  - モナークモナーク（1998年）
- ぽっぷるメイル（1991年）
- ドラゴンスレイヤー英雄伝説II(効果音)（1992年）
- イースシリーズ
  - イースIV（1993年）
  - イースV -失われた砂の都ケフィン-（1995年）
  - イースエターナル（1998年）
  - イースIIエターナル（2000年）
  - イースI・II完全版（2001年）
- 風の伝説ザナドゥシリーズ
  - 風の伝説ザナドゥ（1994年）
  - 風の伝説ザナドゥII（1995年）
- 英雄伝説 ガガーブトリロジー
  - 英雄伝説III 白き魔女（1994年、1999年）
  - 英雄伝説IV 朱紅い雫（1996年、2000年）
  - 英雄伝説V 海の檻歌（1999年）
- リバイバルザナドゥ（1995年）
- ソーサリアンシリーズ
  - ソーサリアンフォーエバー（1997年）
  - ソーサリアンオリジナル（2000年）
- ヴァンテージ・マスターシリーズ
  - ヴァンテージ・マスター（1997年）
  - ヴァンテージ・マスターV2（1998年）
  - VM JAPAN & VM JAPAN パワーアップキット（2002年）
- ツヴァイ!!（2001年）

#### minori時代
- そよかぜのおくりもの -Wind Pleasurable Box-（2002年）
- さくらのさくころ -はるのあしおと Pleasurable Box-（2004年）
- ef - a fairy tale of the two.（2006年、2008年）
- eden*（2009年）
- すぴぱら - Alice the magical conductor. STORY #01 - Spring Has Come !（2012年）
- 夏空のペルセウス（2012年）
- 12の月のイヴ（2014年）
- ソレヨリノ前奏詩（2015年）
- 罪ノ光ランデヴー（2016年）
- トリノライン（2017年）
- その日の獣には、（2019年）

#### その他
- みずのかけら（2001年 io）
- てんしのかけら（2003年 io）
- 星織ユメミライ（2014年 tone work's）一部BGM担当

### 舞台
- 戯曲音劇 竹取物語 （帝/かぐや姫キャラクターソング3曲）作曲 （作詞/編曲：ヌビア） （2023年）

### 楽曲提供
- ELISA (歌手)
  - 『Liar night』(1st album『white pulsation』) （作詞：酒井伸和）
  - 『Snowy Bell 』（2nd album『Rouge Adolescence』）（作詞：酒井伸和）
  - 『True my sight 』（3rd album『Lasei』）（作詞：酒井伸和）
- 朝木ゆう
  - 『憶』作曲/編曲（作詞：朝木ゆう）（2024年）

### イメージアルバム
- かけらむすび（「ひぐらしのなく頃に」イメージアルバム 2006年 フロンティアワークス）
※9曲中2曲（1.「緑の色のやさしい風」作曲・アレンジ、9.「月の夜のつめたい風」作曲・アレンジ）
- こころむすび（「ひぐらしのなく頃に解」イメージアルバム 2007年 フロンティアワークス）
※9曲中1曲（6.「陽炎」作曲・編曲）
- PROMISE（新海誠作品イメージアルバム 2009年 コミックス・ウェーブ・フィルム）

### 同人作品

#### 電奏楽団
- 風のセルフェリアス（2003年）
- 悠久の老木 Lost Empire Saga（2005年）
- 幻想禄（2010年） 東方Projectアレンジアルバム
- 組曲Flandre（2011年）東方Projectアレンジアルバム。「UNオーエンは彼女なのか？」のメロディをモチーフに組曲として仕上げている。
- CHRONICLE（2012年）約6年ぶりのオリジナルアルバム。長い間放置されていた作りかけの曲や過去の曲を再編集したアルバム。全9曲
- 電界紀行（2012年） 星吉昭を偲ぶアルバム。結月そらのボーカル曲を含む全8曲
- 導きの少女と運命の日（2013年）結月そらのボーカル曲を含む全11曲
- 悠久の老木 Lost Empire Saga Remaster+（2014年）「悠久の老木 Lost Empire Saga」のリマスター。8曲が再ミックス、9曲目は結月そらのボーカルによる新規録音、10曲目は書き下ろしの新曲。全10曲
- TS：NONUPLE NINE original soundtrack（2014年）同人サークル「Painfulchild」による成人向けゲーム「TS:NONUPLE NINE」のオリジナルサウンドトラック。 全18曲
- THE EARTH SIMULATION（2014年）全9曲
- 電界の地図（2015年）全8曲
- MEMORY OF THE GREEN（2015年）全11曲
- Short Pieces（2016年）全5曲
- scenery in one’s mind’s eye（2016年）みずさわゆうきとのコラボレーション 全3曲
- 素朴な日々 Simple Days（2017年）全11曲
- ラビットバラード 永久に奏でる、恋の歌 ORIGINAL SOUNDTRACK（2018年）全8曲
- 祈りの丘（2024年）朝木ゆう、春風まゆきのボーカル曲3曲を含む全9曲